# Baďan
Baďan é um município da Eslováquia, situado no distrito de Banská Štiavnica, na região de Banská Bystrica. Tem 15,09 km² de área e sua população em 2018 foi estimada em 174 habitantes.

## Demografia
| Ano:        | 1994 | 2004   | 2014   | 2024    |
| ----------- | ---- | ------ | ------ | ------- |
| Broj ljudi: | 230  | 222    | 203    | 148     |
| Razlika:    |      | -3,47% | -8,55% | -27,09% |

| Ano:               | 2023 | 2024   |
| ------------------ | ---- | ------ |
| Número de pessoas: | 149  | 148    |
| Diferença:         |      | -0,67% |